# Rattus elaphinus
Rattus elaphinus é uma espécie de roedor da família Muridae.
Apenas pode ser encontrada na Indonésia.